# Solenysa partibilis
Solenysa partibilis là một loài nhện trong họ Linyphiidae.
Loài này thuộc chi Solenysa. Solenysa partibilis được miêu tả năm 2007 bởi Tu, Hirotsugu Ono & Li.